# Ghiacciaio Mackenzie
Il ghiacciaio Mackenzie è un ghiacciaio lungo circa 7 km situato sull'isola Brabant, una delle isole dell'arcipelago Palmer, al largo della costa nord-occidentale della Terra di Graham, in Antartide. In particolare, il ghiacciaio, il cui punto più alto si trova a circa 2000 m s.l.m. e che si trova a nord-est del ghiacciaio Balanstra, scorre verso sud-est, partendo dal monte Perry, nei monti Stribog, e fluendo parallelamente al ghiacciaio Malpighi, fino a entrare nella baia Kayak, nella parte orientale dell'isola.

## Storia
Già avvistato durante la spedizione belga in Antartide effettuata fra il 1897 ed il 1899 al comando di Adrien de Gerlache, il ghiacciaio Mackenzie è stato poi fotografato durante una serie di ricognizioni aeree effettuate dalla Hunting Aerosurveys Ltd nel 1956-57, mappato più dettagliatamente dal British Antarctic Survey (al tempo ancora chiamato "Falkland Islands Dependencies Survey", FIDS) sulla base di tali fotografie e battezzato con il suo attuale nome dal Comitato britannico per i toponimi antartici in onore del medico scozzese James Mackenzie, pioniere nello studio delle aritmie cardiache.